# Muzeum Utracone
Muzeum Utracone – muzeum wirtualne założone w 2010 w Warszawie; dokumentuje i prezentuje wybrane obiekty z listy polskich dóbr kultury zaginionych lub zagrabionych w czasie II wojny światowej na terytorium Rzeczypospolitej Polskiej (w granicach po 1945).